# Gabriele di Torremuzza
Gabriele Lancillotto Castello, prince de Torremuzza (Palerme,1727 - Palerme,1794) fut un numismate et antiquaire italien.

## Biographie
Né à Palerme, Gabriele di Torremuzza consacra sa vie à l'étude de la numismatique et des antiquités de la Sicile. Lors de la suppression de la Compagnie de Jésus, le gouvernement lui offrit la place de directeur du lycée de Palerme, dont il accrut la bibliothèque et le jardin botanique. Il mourut dans cette ville, en 1794.
Il fut reçu en 1783 associé libre de l'Académie des inscriptions et belles-lettres.

## Œuvres
On a de lui, entre autres ouvrages : 
- Siciliae populorum, urbium, regum et tyrannorum numismata, 1767 ;
- Siciliae et objacentium insularum veterum inscriptionum nova collectio, 1769 ;
- Siciliae veteres nummi, 1781.

## Sources
- Marie-Nicolas Bouillet  et Alexis Chassang (dir.), « Gabriel, prince de Torremuzza » dans Dictionnaire universel d’histoire et de géographie, 1878 (lire sur Wikisource).
- M.A. Mastelloni, Gabriele Lancillotto Castelli e Giglio principe di Torremuzza e gli studi numismatici, in I Borbone in Sicilia (1734 1860), a cura  di E. Iachello, Catania 1998,  pp. 170-176.